# Рубан Петро Павлович
Петро Павлович Рубан (нар. 7 березня 1947, село Савинці, тепер Рокитнянського району Київської області) — український радянський діяч, новатор сільськогосподарського виробництва, ланковий механізованої ланки колгоспу «Прогрес» Рокитнянського району Київської області. Кандидат у члени ЦК КПУ в 1986—1990 р.

## Біографія
Народився в селянській родині. Закінчив школу в селі Савинцях. Трудову діяльність розпочав у шістнадцятирічному віці в місцевому колгоспі.
Три роки був причіплювачем, а потім, закінчивши курси при Рокитнянській районній «Сільгосптехніці», почав працювати трактористом колгоспу «Прогрес» села Савинці Рокитнянського району Київської області. Півтора десятка років пропрацював у механізованій ланці кукурудзоводів, якою керував Петро Петрович Сухецький.
Член КПРС.
У 1980-х—1990-х роках — ланковий механізованої ланки кукурудзоводів, бригадир тракторної бригади колгоспу «Прогрес» села Савинці Рокитнянського району Київської області.
Потім — на пенсії у селі Савинцях Рокитнянського району Київської області.

## Нагороди
- орден Леніна
- орден Жовтневої Революції
- орден «Знак Пошани»
- медалі